# Modrak (Piotrowo)
Modrak – część wsi Piotrowo w Polsce, położona w województwie wielkopolskim, w powiecie szamotulskim, w gminie Obrzycko. Wchodzi w skład sołectwa Piotrowo.
W latach 1975–1998 Modrak należał administracyjnie do województwa poznańskiego.